# Космешть (Галац)
Космешть, Космешті (рум. Cosmești) — село у повіті Галац в Румунії. Входить до складу комуни Космешть.
Село розташоване на відстані 185 км на північний схід від Бухареста, 74 км на північний захід від Галаца, 144 км на південь від Ясс, 133 км на схід від Брашова.

## Населення
За даними перепису населення 2002 року у селі проживали 1384 особи, усі — румуни. Усі жителі села рідною мовою назвали румунську.